# Transformações de Paris no Segundo Império

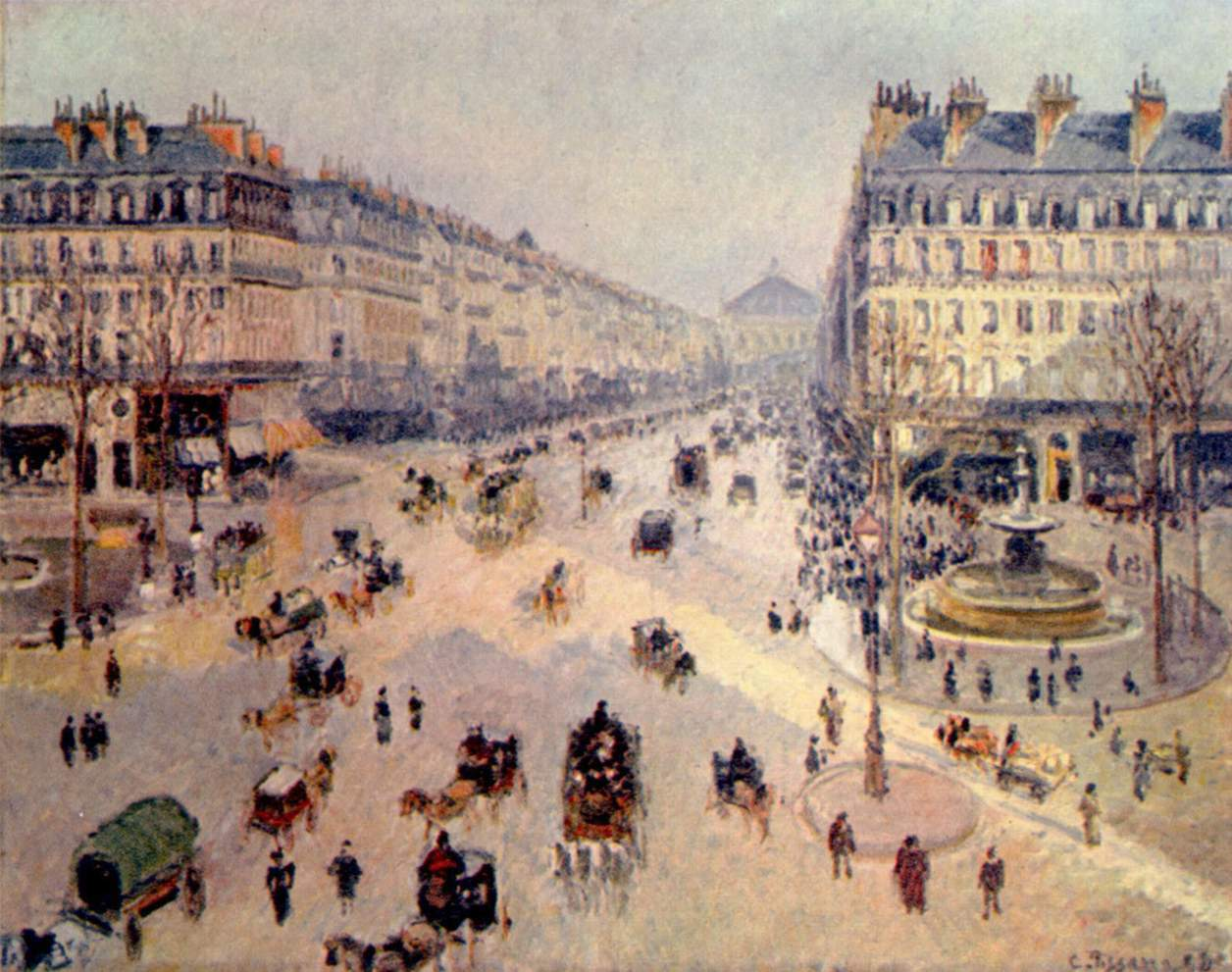
Representação de Paris no seculo XIX, pintado por Camille Pissarro (1898).

As Transformações de Paris no Segundo Império, também conhecidas como a Reforma Urbana de Paris ou a Renovação de Haussmann, foi um vasto programa de obras públicas de modernização da capital francesa promovida por Georges-Eugène Haussmann entre 1852 e 1870. Haussmann, o então prefeito do departamento do Sena, concentrou os esforços da renovação urbana no sentido de promover melhorias nas manobras militares, assim como na circulação e na higienização da capital da França. Para tal fim, demoliu inúmeras vias pequenas e estreitas residuais do período medieval, e criou imensos boulevards organizadores do espaço urbano, assim como jardins e parques.